# Edward Kelley
Edward Kelley ou Kelly, também conhecido como Edward Talbot (1 de agosto de 1555 –1 de novembro de 1597) era considerado por muitos como um criminoso autodeclarado médium, que trabalhou com John Dee em suas investigações mágicas. No entanto, o sistema Enochiano em si demonstra que Kelley não foi um charlatão.[carece de fontes?] Considerado por Dee uma pessoa sensivelmente capaz de receber mensagens espirituais ao ver alguns cristais ou pedras refletidas no Sol, essa arte é chamada de cristalomancia.

## Biografia

### Nascimento e início de vida
Um horóscopo desenhado por John Dee indica que Kelley nasceu em Worcester, no dia 1 de Agosto de 1555. O princípio da vida de Kelley foi obscuro, mas a maioria das explicações diz que ele começou trabalhando como um aprendiz de farmacêutico. Ele pode ter tido estudado em Oxford usando o nome de "Talbot"; em qualquer caso ele freqüentou uma universidade, Kelley foi educado e conhecia Latim e talvez até mesmo Grego. De acordo com várias descrições, Kelley foi ridicularizado em Lancaster por falsificação.[carece de fontes?]

### Com Dee na Inglaterra
Kelley aproximou-se de John Dee em 1582, inicialmente sob o nome Edward Talbot. Dee já tentava contactar os anjos com a ajuda de um vidente, mas não obteve sucesso. Kelley disse possuir tal habilidade, e até mesmo impressionou Dee com sua primeira tentativa. Kelley tornou-se o vidente regular de Dee. Dee e Kelley devotaram muito tempo e energia nessas "conferências espirituais". De 1582 a 1589, a vida de Kelley estava estritamente ligada a de Dee.
Após um ano trabalhando para Dee, Kelley apareceu com um livro alquímico (O Livro de Dunstan) e uma quantidade de um pó vermelho que, segundo Kelley reivindicou, ele e um certo John Blokley teriam sido conduzidos por uma "criatura espiritual" em Northwick Hill (as descrições de Kelley encontrando o livro e o pó nas ruínas de Glastonbury Abbey foram primeiramente publicadas por Elias Ashmole, mas se contradizem com as descrições dos diários de John Dee). Kelley acreditava que com o pó (cujo segredo era presumivelmente escondido no livro) poderia preparar uma "tintura" vermelha que o permitiria transmutar metais em ouro. Ele demonstrou reportadamente seu poder algumas vezes através dos anos, incluindo na Bohemia (atual República Tcheca) onde ele e Dee residiram por muitos anos.[carece de fontes?]

### Com Dee no Continente
Em 1583, Dee tornou-se familiarizado com o Príncipe Albert Łaski, um nobre polonês interessado em Alquimia. Dee, junto com Kelley e suas famílias, acompanharam Łaski ao Continente. Dee buscou o apoio do Imperador Rodolfo II em Praga e Rei Stefan da Polônia na Cracóvia; Dee aparentemente falhou em impressionar algum dos dois monarcas. Dee e Kelley levaram uma vida nômade na Europa Central. Eles continuaram com suas conferências espirituais, entretanto Kelley estava mais interessado em Alquimia do que em Vidência.
Em 1586, Kelley e Dee conseguiram patrocínio da rica conta Boêmia de Vilem Rožmberk. Eles se instalaram na cidade de Třeboň e continuaram suas pesquisas. Em 1587, Kelley revelou para Dee que os anjos ordenaram aos dois que compartilhassem tudo o que tinham - incluindo suas esposas. Especula-se que isso tenha sido um modo de Kelley poder terminar com as conferências espirituais infrutíferas de forma que ele pudesse se concentrar em Alquimia, que, sob patrocínio de Rožmberk, estava começando a fazer Kelley ficar rico. Dee, angustiado com a ordem dos anjos, subsequentemente desligou-se das conferências espirituais embora ele tenha compartilhado sua esposa com Kelley. Os dois nunca mais se viram após 1588, e John Dee retornou para a Inglaterra no ano seguinte.[carece de fontes?]

### Apogeu e queda
Por volta de 1590, Kelley estava vivendo uma vida opulenta. Ele recebeu várias propriedades e grande somas de dinheiro de Rožmberk. Convenceu muitas pessoas influentes de que era capaz de produzir ouro. Rudolf fez de Kelley um "Barão do Reino", mas eventualmente ele cansou-se de esperar por resultados. Rudolf mandou Kelley para a prisão em maio de 1591, no Castelo de Křivoklát (Purglitz, em alemão) fora de Praga. Rudolf aparentemente nunca duvidou da habilidade de Kelley de produzir ouro em grande escala, e tinha esperanças de que o aprisionamento o induzisse a cooperar. Rudolf também poderia estar temendo que Kelley retornasse à Inglaterra.
Aproximadamente em 1594, Kelley concordou em cooperar e produzir ouro, foi libertado e restabeleceu seu status anterior. Novamente falhou, e novamente foi preso, desta vez no Castelo de Hněvín (na maior parte do tempo). Kelley morreu em 1597, com 42 anos de idade. Uma tradição diz que ele morreu enquanto tentava escapar: a história conta que ele usou uma corda insuficientemente longa para descer de uma torre, caindo e quebrando uma perna, e morrendo devido aos seus ferimentos.[carece de fontes?]